# Juegos Africanos de Playa
Los Juegos Africanos de Playa son un evento continental multideportivo que se lleva a cabo entre atletas de África. Es organizado por  la Asociación de Comités Olímpicos Nacionales de África (ANOCA). Los Juegos fueron anunciados por el presidente de ANOCA, Lassana Palenfo, en mayo de 2015.
Participan todas las nacionales del  continente africano. Los primeros Juegos se celebraron en la isla de Sal, Cabo Verde, en junio de 2019.

## Deportes
| - Baloncesto 3x3 - Media maratón - Balonmano playa - Fútbol playa (Detalle) - Tenis playa - Voleibol de playa | - Remo costero - Fútbol estilo libre - Karate - Kitesurf - Natación en aguas abiertas - Teqball |

## Ediciones
| Edición | Año  | Ciudad sede | Nación sede       | Fecha de apertura | Fecha de clausura | Naciones      | Deportes      | Eventos       | Ref.          |
| ------- | ---- | ----------- | ----------------- | ----------------- | ----------------- | ------------- | ------------- | ------------- | ------------- |
| 1       | 2019 | Sal         | Cabo Verde        | 14 de junio       | 23 de junio       | 45            | 11            | 28            | [ 3 ]         |
| 2       | 2023 | Hammamet    | Túnez             | 23 de junio       | 30 de junio       | 45            | 12            | 29            |               |
| 3       | 2027 | Riaba       | Guinea Ecuatorial | Evento futuro     | Evento futuro     | Evento futuro | Evento futuro | Evento futuro | Evento futuro |

## Medallero (2019-2023)
| Núm.  | País                  | Oro | Plata | Bronce | Total |
| ----- | --------------------- | --- | ----- | ------ | ----- |
| 1     | Argelia (ALG)         | 20  | 13    | 17     | 50    |
| 2     | Marruecos (MAR)       | 17  | 13    | 8      | 38    |
| 3     | Túnez (TUN)           | 16  | 16    | 15     | 47    |
| 4     | Nigeria (NGR)         | 7   | 5     | 6      | 18    |
| 5     | Senegal (SEN)         | 6   | 4     | 6      | 16    |
| 6     | Sudáfrica (RSA)       | 4   | 6     | 7      | 17    |
| 7     | Mauricio (MRI)        | 3   | 3     | 2      | 8     |
| 8     | Cabo Verde (CPV)      | 3   | 2     | 5      | 10    |
| 9     | Malí (MLI)            | 3   | 2     | 2      | 7     |
| 10    | Yibuti (DJI)          | 2   | 0     | 3      | 5     |
| 11    | Namibia (NAM)         | 1   | 4     | 1      | 6     |
| 12    | Mozambique (MOZ)      | 1   | 1     | 0      | 2     |
| 13    | Etiopía (ETH)         | 1   | 0     | 1      | 2     |
| 13    | Uganda (UGA)          | 1   | 0     | 1      | 2     |
| 15    | Camerún (CMR)         | 1   | 0     | 0      | 1     |
| 15    | Gambia (GAM)          | 1   | 0     | 0      | 1     |
| 17    | Kenia (KEN)           | 0   | 4     | 3      | 7     |
| 18    | Lesoto (LES)          | 0   | 3     | 0      | 3     |
| 19    | Benín (BEN)           | 0   | 2     | 2      | 4     |
| 20    | Togo (TOG)            | 0   | 2     | 0      | 2     |
| 21    | Botsuana (BOT)        | 0   | 1     | 3      | 4     |
| 21    | Costa de Marfil (CIV) | 0   | 1     | 3      | 4     |
| 21    | Libia (LBA)           | 0   | 1     | 3      | 4     |
| 24    | Ghana (GHA)           | 0   | 1     | 0      | 1     |
| 24    | Guinea-Bisáu (GBS)    | 0   | 1     | 0      | 1     |
| 24    | Madagascar (MAD)      | 0   | 1     | 0      | 1     |
| 27    | Zambia (ZAM)          | 0   | 0     | 2      | 2     |
| 28    | Burundi (BDI)         | 0   | 0     | 1      | 1     |
| 28    | Ruanda (RWA)          | 0   | 0     | 1      | 1     |
| 28    | Tanzania (TAN)        | 0   | 0     | 1      | 1     |
| Total | Total                 | 87  | 86    | 93     | 266   |